# ヘイスベルト・ヘンミー
ヘイスベルト・ヘンミー（Gijsbert Hemmij、1747年6月16日 - 1798年6月8日）は、江戸時代中期に来日したオランダの実業家である。第145代（平戸時代を含めると第153代）長崎オランダ商館長を務めた。姓はヘンミ、ヘンメイとも表記される。

## 経歴・人物
オランダ東インド会社の社員の子として、ケープ植民地の喜望峰にて生まれる。
後に来日し、1792年（寛政4年）に出島でオランダ商館長に赴任した。この頃はヨーロッパで戦争や反乱が多発し、来日する欧米人は極僅かであった。館長に赴任中はフランス革命等で日蘭貿易が衰退していたが、館長交代制を5年制に改正したり同貿易の再興に携わる等、日蘭関係の良好に携わった。また、在任中の1794年（寛政6年）及び1798年（寛政10年）に江戸幕府に仕える等政治における日蘭関係の向上に貢献した。
1798年6月8日（寛政10年4月24日）に長崎に帰る途中、遠江の掛川で急逝した。死因は病死とされているが、当時薩摩藩主であった島津重豪の確執が生じたことによる自殺説がある。死後、同地の天然寺に密葬された。
噺家の桂文枝 (6代目)は創作落語の企画として、浮世絵師東洲斎写楽の正体をヘンミーとする別人説を発表している。